# Australie aux Jeux olympiques d'hiver de 1956
Cet article contient des informations sur la participation et les résultats de l'Australie aux Jeux olympiques d'hiver de 1956, qui ont eu lieu à Cortina d'Ampezzo en Italie.
La 7e place de Colin Hickey dans l'épreuve du 500 et du 1 000 m en patinage de vitesse constitue le meilleur résultat australien aux Jeux olympiques d'hiver jusqu'aux Jeux de 1976, où Colin Coates est arrivé 6e du 10 000 m au patinage de vitesse.

## Résultats

### Patinage artistique
| Athlète        | Épreuve           | FI | PL | Points | Places | Rang final |
| -------------- | ----------------- | -- | -- | ------ | ------ | ---------- |
| Allan Ganter   | Individuel hommes | 13 | 14 | 114    | 132,41 | 13         |
| Charles Keeble | Individuel hommes | 16 | 13 | 137    | 123,93 | 16         |

### Patinage de vitesse
| Athlète      | Épreuve  | Course        | Course |
| Athlète      | Épreuve  | Temps         | Rang   |
| ------------ | -------- | ------------- | ------ |
| Colin Hickey | 500 m    | 41 s 9        | 7      |
| Colin Hickey | 1 500 m  | 2 min 11 s 8  | 7      |
| Colin Hickey | 5 000 m  | 8 min 10 s 0  | 14     |
| Colin Hickey | 10 000 m | 17 min 45 s 6 | 27     |

### Ski alpin
| Athlète       | Épreuve      | Manche 1                      | Manche 1                      | Manche 2                      | Manche 2                      | Total                         | Total                         | Total                         |
| Athlète       | Épreuve      | Temps                         | Rang                          | Temps                         | Rang                          | Temps                         | Rang                          |                               |
| ------------- | ------------ | ----------------------------- | ----------------------------- | ----------------------------- | ----------------------------- | ----------------------------- | ----------------------------- | ----------------------------- |
| Bill Day      | Descente     |                               |                               |                               |                               | 4 min 02 s 0                  | 35                            |                               |
| Bill Day      | Slalom géant |                               |                               |                               |                               | 3 min 56 s 9                  | 61                            |                               |
| Bill Day      | Slalom       | Disqualifié (première manche) | Disqualifié (première manche) | Disqualifié (première manche) | Disqualifié (première manche) | Disqualifié (première manche) | Disqualifié (première manche) | Disqualifié (première manche) |
| Tony Aslungul | Slalom géant |                               |                               |                               |                               | 4 min 09 s 0                  | 69                            |                               |
| Tony Aslungul | Slalom       | Disqualifié (première manche) | Disqualifié (première manche) | Disqualifié (première manche) | Disqualifié (première manche) | Disqualifié (première manche) | Disqualifié (première manche) | Disqualifié (première manche) |
| Frank Prihoda | Slalom géant |                               |                               |                               |                               | 4 min 31 s 2                  | 80                            |                               |
| Frank Prihoda | Slalom       | 2 min 54 s 3                  | 60                            | 2 min 43 s 2                  | 51                            | 5 min 37 s 5                  | 54                            |                               |
| James Walker  | Slalom géant |                               |                               |                               |                               | 5 min 21 s 0                  | 84                            |                               |

| Athlète        | Épreuve      | Manche 1     | Manche 1 | Manche 2     | Manche 2 | Total        | Total |
| Athlète        | Épreuve      | Temps        | Rang     | Temps        | Rang     | Temps        | Rang  |
| -------------- | ------------ | ------------ | -------- | ------------ | -------- | ------------ | ----- |
| Christine Davy | Descente     |              |          |              |          | 2 min 01 s 6 | 39    |
| Christine Davy | Slalom géant |              |          |              |          | 2 min 17 s 3 | 37    |
| Christine Davy | Slalom       | 1 min 26 s 1 | 32       | 1 min 21 s 5 | 29       | 2 min 47 s 6 | 33    |

## Référence
- (en) Cet article est partiellement ou en totalité issu de l’article de Wikipédia en anglais intitulé « Australia at the 1956 Winter Olympics » (voir la liste des auteurs).